# Dicranomyia halterella
Dicranomyia halterella är en tvåvingeart som beskrevs av Edwards 1921. Dicranomyia halterella ingår i släktet Dicranomyia och familjen småharkrankar. Arten är reproducerande i Sverige. Inga underarter finns listade i Catalogue of Life.